# Дыховичная, Нина Абрамовна
Нина Абрамовна Дыхови́чная (1914—2006) — советский инженер-конструктор. Заслуженный строитель РСФСР (1980). Лауреат Государственной премии СССР (1973).

## Биография
Родилась в Москве в семье материаловеда, профессора МГИ Абрама Ионовича Дыховичного (1882, Каменец-Подольский — 1963, Москва). В 1936 году окончила МИСИ имени В. В. Куйбышева. После окончания института занималась проектированием объектов авиационной промышленности, работала в проектных организациях Прибалтики.
В 1948 году вернулась в Москву. Вместе с П. А. Красильниковым (в качестве его заместителя) разработала конструкции высотной гостиницы «Украина» на набережной Тараса Шевченко в Москве. Главный инженер проекта Автозаводского района города Тольятти (главный архитектор — Б. Р. Рубаненко).
С 1985 года до последних лет жизни работала на ведущих инженерных должностях в ЦНИИЭП жилища. Автор конструкций первого в СССР крупнопанельного общественного здания — гостиницы «Юность» у метро «Спортивная» в Москве (главный архитектор — Ю. В. Арндт).
Член Союза архитекторов СССР с 1957 года. Член и заместитель председателя секции индустриального строительства Союза архитекторов СССР.
Написала книгу-воспоминание «Остановиться, оглядеться» (издание ЦНИИЭП жилища, Москва, 2007).
Умерла в 2006 году. Урна с прахом захоронена в колумбарии Новодевичьего кладбища.

## Награды и премии
- заслуженный строитель РСФСР (1980)[2]
- Государственная премия СССР (1973) — за проектирование Автозаводского района Тольятти
- премия Совета Министров СССР (1966) — за проектирование 9-этажных панельных домов Ташкента
- премия Совета Министров СССР (1982) — за разработку и внедрение проектных решений, обеспечивших экономию стали и трудовых ресурсов в жилищном строительстве

## Семья
- внуки — радиоведущие Алексей Валерьевич Дыховичный и Алексей Алексеевич Венедиктов.
- братья — писатель-сатирик Владимир Абрамович Дыховичный и архитектор, теоретик строительного проектирования Юрий Абрамович Дыховичный.